# Giordano I di Capua
Giordano Drengot (Capua, tra 1040 e 1050 – Priverno, 5 aprile 1091) è stato un cavaliere medievale normanno.
Fu principe di Capua e Duca di Gaeta (1062).

## Biografia
Nacque da Riccardo I e Fredesenda, figlia di Tancredi d'Altavilla, sorella di Roberto il Guiscardo. Nel 1062 attaccò e conquistò Gaeta, allora amministrata dal longobardo Atenolfo II. Fu schierato ambiguamente ora con il papa ora con Enrico IV, durante il sacco di Roma del 1084. È stato principe di Capua dal 1078 al 1091, quando gli succedette Riccardo II.
Ebbe buoni rapporti con gli abati di Montecassino, con cui collaborò per consolidare i confini settentrionali del principato di Capua. Nel 1071 fu invitato con papa Alessandro II e suo padre Riccardo alla consacrazione della nuova basilica cassinese durante il governo di Desiderio. Nel 1079 ebbe una lite con Dodone, vescovo di Roselle, il quale non aveva confermato le nozze contratte da Giordano con la matrigna: per vendicarsi, Giordano rubò il denaro che Dodone aveva depositato presso l'abbazia di Montecassino, attirandosi anche il biasimo di papa Gregorio VII.
Verso il 1080 quando ancora aderiva al partito papale, scelse come suo collaboratore e consigliere san Bernardo di Carinola. Nel 1082 rovesciò le sue alleanze e passò al partito imperiale.
Giordano scese in campo contro Ruggero, Duca di Puglia, che si era mosso contro il papato e che aveva preso con la forza Capua, aveva occupato tante terre dei Romani e della Chiesa arrivando sino a Velletri e Tivoli, le quali, ritenuto di essere mal governate dai Romani, autonomamente si erano date in mano allo stesso Ruggero. Egli, visto che le Città e i territori della Campagna di Roma erano state sottratte dalla giurisdizione della Sede Apostolica, con un grosso esercito si oppose a Ruggero provocando, per il grande timore, la resa volontaria dei territori che attraversava. Nel 1091, arrivato a Piperno si ammalò per i molti patimenti e fatiche militari, e in pochi giorni morì e il suo corpo, dopo essere stato imbalsamato, fu (come aveva disposto poco prima di morire) portato a monte Cassino dove, in una cappella dedicata a San Pietro Apostolo, fu sepolto, avendo lasciato erede del suo Principato Riccardo, suo figliolo.
Qualche anno dopo la sua morte, il fratello Gionata, conte di Carinola, annesse allo stato capuano la contea di Sora, appartenuta fino ad allora ai d'Aquino e ne fece patrimonio regio.